# Burushaski jezik
Burushaski jezik (biltum, brushaski, burucaki, burucaski, burushaki, burushki, khajuna, kunjut; ISO 639-3: bsk), jezik naroda Burušo kojim govori 87 000 ljudi u Pakistanu (2000) u dolinama Hunza, Nagar, Yasin i dijelu Gilgita.
Jezik je izoliran i nesrodan svim ostalim poznatim jezicima. Postoji nekoliko dijalekata: nagar (nagir), hunza i yasin (werchikwar).

## Vanjske poveznice
- Ethnologue (14th)
- Ethnologue (15th)